# Стародражжёво
Стародражжёво (баш. Иҫке Драж, Иҫке Дражжево) — село в Шаранском районе Республики Башкортостан Российской Федерации. Входит в состав Писаревского сельсовета.
Населённый пункт был основан в 1792 году поручиком Г. Х. Дражичем как деревня Дражжево, позже в документах встречаются также названия Дражжевка, Старо-Дрожжево и др. В 1937—1959 годах Стародражжёво было центром сельсовета. Статус села населённый пункт имел в начале 1950-х, затем снова считался деревней; с 2004 года — снова село. В центре села расположен памятник участникам Великой Отечественной войны.
Население — 118 человек (2010).

## География

### Географическое положение
Находится в северной части района, при впадении речки Бузюк в реку Тюльгаза. Расстояние:
- до районного центра (Шаран): 21 км,
- до центра сельсовета (Писарево): 6 км,
- до ближайшей железнодорожной станции (Туймазы): 51 км.

### Климат
Село, как и весь район, относится к лесостепной зоне, климат характеризуется как умеренно-континентальный. Среднегодовая температура воздуха — от 1,5 до 2,0 °С. Средняя температура воздуха самого тёплого месяца (июля) — 19 °C (абсолютный максимум — 40 °C); самого холодного (января) — минус 15 °C (абсолютный минимум — минус 49 °C). Среднегодовое количество атмосферных осадков составляет 429 мм с колебаниями от 415 до 580 мм, наибольшее количество выпадает летом и осенью; распределение их по годам и по периодам года — крайне неравномерное. Продолжительность снежного покрова составляет в среднем 180 дней.
| Показатель                                                                        | Янв.  | Фев.  | Март | Апр. | Май  | Июнь | Июль | Авг. | Сен. | Окт. | Нояб. | Дек.  |
| --------------------------------------------------------------------------------- | ----- | ----- | ---- | ---- | ---- | ---- | ---- | ---- | ---- | ---- | ----- | ----- |
| Средний суточный максимум, °C                                                     | −8,8  | −7,5  | −0,8 | 9,1  | 17,3 | 21,5 | 24   | 22,3 | 15,7 | 7    | −1    | −6,9  |
| Средняя температура, °C                                                           | −11,5 | −10,6 | −4,2 | 4,7  | 12,8 | 17,4 | 20   | 18,2 | 12,1 | 4,4  | −3,1  | −9,2  |
| Средний суточный минимум, °C                                                      | −14,6 | −14   | −8,2 | −0,5 | 6,8  | 11,9 | 14,8 | 13,5 | 8,2  | 1,6  | −5,4  | −11,9 |
| Норма осадков, мм                                                                 | 42    | 34    | 39   | 38   | 52   | 71   | 59   | 57   | 58   | 63   | 49    | 46    |
| Источник: Климатические данные городов по всему миру. Дата обращения: 5 мая 2023. |       |       |      |      |      |      |      |      |      |      |       |       |

## Исторические сведения
Во второй половине XVIII века эти земли принадлежали Тимербулату Ильмурзину, князю Черкасскому, который 23 февраля 1759 года купил у башкир Киргизской волости Уфимского уезда две тюбы. После его смерти в 1792 году его дочь Федосья продала по купчей от 22 июня 1792 года земли по речкам Тюльгаза и Сюнь, от брода Куртутеля до речек Берды и Ольховой, поручику Георгию Христофоровичу Дражичу, сербу по происхождению. Он и стал основателем деревни (сельца) Дражжево, куда были переселены крепостные крестьяне из деревни Филипповка Ардатовской волости Симбирского наместничества. В 1795 году их было 62 мужчины и 62 женщины (по другим данным — 96 мужчин и 92 женщины в 19 дворах).
В 1811 году Дражич умер. Его наследница, жена Авдотья Михайловна, продала по частям различным помещикам участок земли в 11 тысяч десятин — так были основаны несколько соседних деревень. Владельцами деревни Дражжево стали П. Д. Жилин, А. С. Жилина и З. М. Жилин. Однако они в дальнейшем ликвидировали своё хозяйство, деревня не стала помещичьим землевладением, и здесь обосновались переселенцы-арендаторы. В 1863 году был основан выселок Новодражжёво (Верхний Посад), просуществовавший до 1930-х годов.
В «Списке населённых мест по сведениям 1870 года» населённый пункт указан как деревня Дражжевка 3-го стана Белебеевского уезда Уфимской губернии. Из документа следует, что деревня располагалась при речке Бузюке, по правую сторону просёлочной дороги из Белебея в Мензелинск, в 97 верстах от уездного города Белебея и в 18 верстах от становой квартиры в селе Шаран (Архангельский Завод); жители занимались земледелием и скотоводством.
В 1895 году населённый пункт был учтён как деревня Старо-Дрожева Никольской волости VI стана Белебеевского уезда; здесь имелся хлебозапасный магазин. По описанию, данному в «Оценочно-статистических материалах», деревня находилась в низине при реке Тюльгазе, пригодной для устройства мельниц, и речке Бузяке, при которой имелось болото. Арендованный участок находился в одном месте, селение было на юго-западе участка. Поля располагались возле селения, частью по гористой, частью по холмистой местности и частью по пологому склону на юго-запад. Почва — супесь и на треть суглинок. В полях встречались логи с крутыми берегами и скудной растительностью. В селении была одна веялка, огородов не было. Выгон был по болоту. Кустарник находился в двух местах, по болотистой местности, к востоку и западу от селения. В 1905 году деревня была учтена как Старо-Дрожжево той же волости на речках Бузюк и Тюльгаза, при просёлочной дороге.
По данным подворной переписи, проведённой в уезде в 1912—1913 годах, деревня Дражевка Старая входила в состав Старо-Дражевского сельского общества Шаранской волости. Одно хозяйство из 22 не имело земли, а 21 хозяйство купило товариществом 504,62 десятины. Также две десятины было арендовано единолично одним хозяйством, а два хозяйства сдавали в аренду две десятины купчей земли. Посевная площадь составляла 181,5 десятины, из неё 88 десятин занимала рожь, 26,25 — гречиха, 14,75 — просо, по 13,75 — овёс и пшеница, 11,9 — горох, примерно по 4—5 десятин — картофель, конопля и лён. Из скота имелось 58 лошадей, 78 голов крупного рогатого скота, 250 овец, две козы и 134 свиньи, также одно хозяйство держало пять ульев пчёл.
В 1923 году произошло укрупнение волостей, и деревня вошла в состав Шаранской волости Белебеевского кантона Башкирской АССР. В 1930 году в республике было упразднено кантонное деление, образованы районы. Деревня вошла в состав Бакалинского района, в то время она входила в состав колхоза «Авангард». В 1935 году был создан Шаранский район, куда вошёл и Ладоньский сельсовет. С того времени деревня входила в состав колхоза им. Будённого. В 1937 году Ладоньский сельсовет был разделён на Писаревский и Дражжевский. По документам переписи населения СССР 1939 года деревня именовалась Старо-Дрожжево и являлась центром Старо-Дрожжевского сельсовета Шаранского района.
В годы Великой Отечественной войны на фронт были призваны 68 человек, погибли и пропали без вести — 29, вернулись — 39.
В 1952 году населённый пункт был зафиксирован как село Старо-Дрожжево, центр Дрожжевского сельсовета. В 1959 году сельсовет был переименован в Писаревский, а центр перенесён в Писарево, к этому времени населённый пункт утратил статус села. Деревня в документах начиная с этого года именуется Стародражжёво.
В начале 1963 года в результате реформы административно-территориального деления деревня была включена в состав Туймазинского сельского района, с марта 1964 года — в составе Бакалинского, с 30 декабря 1966 года — вновь в Шаранском районе.
С 1957 года деревня была центром отделения совхоза «Шаранский», а в 1972 году вошла в состав вновь образованного совхоза «Краснополянский», от которого в 1989 году отделился совхоз «Дражжевский», центром которого деревня была по крайней мере до 1999 года. С 2004 года — вновь село.
По состоянию на 1 января 2014 года в личных подсобных хозяйствах села имелось 110 голов крупного рогатого скота (в том числе 44 коровы), 18 свиней, 190 овец и 450 голов птицы.

## Население
По состоянию на 2014 год в селе проживал 131 человек в 30 семьях, в том числе 13 детей до 7 лет, 22 ребёнка от 7 до 16 лет, 38 мужчин и 40 женщин трудоспособного и 6 мужчин и 12 женщин старше трудоспособного возраста.
| Год  | Число жителей | Мужчин | Женщин | Дворов | Преобладающая национальность/сословие |
| ---- | ------------- | ------ | ------ | ------ | ------------------------------------- |
| 1795 | 124           | 62     | 62     | н/д    | помещичьи крестьяне                   |
| 1834 | 34            | 16     | 18     | 5      | помещичьи крестьяне                   |
| 1865 | 68            | 32     | 36     | 10     | все русские                           |
| 1895 | 114           | 57     | 57     | 18     | н/д                                   |
| 1902 | н/д           | 67     | н/д    | 19     | крестьяне-арендаторы                  |
| 1905 | 116           | 57     | 59     | 17     | н/д                                   |
| 1912 | 168           | 74     | 94     | 22     | переселенцы-собственники из русских   |
| 1917 | 175           | н/д    | н/д    | 23     | все русские                           |
| 1920 | 205           | 93     | 112    | 28     | н/д                                   |
| 1920 | 200           | н/д    | н/д    | 27     | все русские                           |
| 1925 | н/д           | н/д    | н/д    | 35     | н/д                                   |
| 1939 | 211           | 88     | 123    | н/д    | н/д                                   |
| 1959 | 82            | 38     | 44     | н/д    | русские                               |
| 1970 | 89            | 39     | 50     | н/д    | русские                               |
| 1979 | 95            | 38     | 57     | н/д    | русские                               |
| 1989 | 142           | 58     | 84     | н/д    | татары                                |
| 2002 | 164           | 77     | 87     | н/д    | русские (69 %)                        |
| 2010 | 118           | 60     | 58     | н/д    | н/д                                   |

## Известные уроженцы
- Густов, Борис Михайлович (род. 1938) — заслуженный нефтяник РФ, один из участников разработки Туймазинского нефтяного месторождения[44][45]
- Густов, Виталий Павлович (род. 1949) — нефтяник, лауреат Государственной премии СССР[4][44].

## Инфраструктура
Село электрифицировано и газифицировано, большинство домов деревянные, есть складской сектор и разрушенная молочно-товарная ферма. До недавнего времени работал магазин товаров повседневного спроса, а здание школы разрушено. Централизованное водоснабжение отсутствует. Село обслуживает Шаранская центральная районная больница; фельдшерско-акушерский пункт расположен в соседнем селе Анисимова Поляна, а почтовое отделение и средняя школа — в деревне Писарево.

## Достопримечательности
В центре села в 2019 году открылся памятник сельчанам — участникам Великой Отечественной войны.

## Транспорт
В 2 км от села начинается автодорога межмуниципального значения «Стародражжёво — Писарево» (идентификационный номер 80 ОП МЗ 80Н-555) протяженностью 4,2 км с твёрдым покрытием. В её начале имеется автобусная остановка, на которой останавливается новый маршрут «Шаран — Сакты», остаток пути до села идёт по автодороге 80Н-061 «Шаран — Токбердино».
В селе имеются две улицы — Школьная и Заречная, представляющие собой грунтовые просёлочные дороги. Протяжённость улично-дорожной сети составляет 2,56 км.

### Комментарии
1. ↑  По официальным данным переписи.
2. ↑  По данным современного подсчёта по сохранившимся подворным карточкам.